# U-Bahnhof Lohsestraße
Der U-Bahnhof Lohsestraße ist eine Station der Linien 12 und 15 der Stadtbahn Köln, alle Linien werden betrieben von den Kölner Verkehrs-Betrieben. Er ist die südlichste und am wenigsten frequentierte U-Bahn-Station im Nippeser Tunnel und wurde im Jahr 1974 eröffnet: der Nippeser Tunnel zusammen mit der Gürtelhochbahn, der Zoostrecke und den Bereichen Hansaring / Breslauer Platz/Hauptbahnhof – Ebertplatz. Er verfügt über zwei Gleise. Werktags halten knapp 600 Züge fahrplanmäßig an dieser Station.

## Lage
Der U-Bahnhof liegt am südlichen Ausläufer des Stadtteils Nippes unter der Neusser Straße zwischen der Einmündung der namensgebenden Lohsestraße und der Kreuzung Innere Kanalstraße. Die Neusser Straße ist nicht nur Hauptverkehrsader des Stadtteils Nippes, sondern auch die wichtigste Einkaufsstraße und kulturelle Begegnungsstätte im Viertel.
Der Nippeser Tunnel ist linksrheinisch die meistgenutzte Ausfallstrecke der Kölner Stadtbahn. Neben den Linien 12 und 15 wird sie täglich auch für Einsatzzüge zu den Ford-Werken genutzt sowie für Fahrten zur Hauptwerkstatt Weidenpesch.

## Architektur
Der U-Bahnhof ist als Durchgangsbahnhof im Nippeser Tunnel mit zwei Stockwerken konzipiert.
Im oberen unterirdischen Stockwerk sind an den beiden Ausgängen im Norden wie im Süden der Bahnsteige Verteilerebenen errichtet, in denen sich Informationsstellen und Kioske befinden. Zweck der Verteilerebenen ist es, dem Fahrgast die Wahl des Richtungsbahnsteigs zu ermöglichen, unabhängig von welcher Straßenseite er kommt.
Als zweites unterirdisches Stockwerk sind die Bahnsteige des Nippeser Tunnels angelegt, an diesen halten die Züge der Linien 12 und 15 der Stadtbahn Köln an zwei Seitenbahnsteigen. Diese sind mit 90 m Länge für Dreifachtraktion gedacht und bestehen vollständig aus den ursprünglichen 35 cm-Niederflurbahnsteigen. Die Bahnsteige sind heute unverändert geblieben, die Wände sind im Stil der 1970er Jahre im Grün- und Gelbton gekachelt. Es existieren Rolltreppen zwischen Verteilerebenen und Bahnsteigen sowie von den Verteilerebenen aus zur Straße. Aufzüge sind jedoch nicht vorhanden.

Beim Bau der Station, insbesondere bei den Ausgängen an ihrer Südseite, ging man noch davon aus, dass an ihrem Ende zur Inneren Kanalstraße hin die teilweise unterirdische oder als Trogbauwerk anzulegende Kölner Stadtautobahn den Tunnel queren sollte. Das ist auch der Grund für die südlichen Ausgänge, die in den Grünanlagen des Kölner Grüngürtels enden. Weiter existieren im Tunnel statische Vorleistungen im Hinblick der Stadtautobahn. Auch die Gründe für den relativ großen Abstand zum Agnesviertel und der vorhergehenden Station Ebertplatz finden sich in den Planungen zur Stadtautobahn.

## Schwachpunkte der Station
- Für Kölner Verhältnisse sind die Stationen des Nippeser Tunnels in großem Abstand zueinander gebaut; das bedeutet für die Fahrgäste teils relativ lange Fußwege. Das liegt teilweise an den damaligen Planungen zur Errichtung der Kölner Stadtautobahn, siehe auch Unterpunkt Architektur.
- Seit der Trennung des Kölner Stadtbahnnetzes in Hochflur- und Niederflurlinien 2003 gibt es von dieser vielgenutzten Station aus keine direkte Verbindung mehr zum U-Bahnhof Dom/Hauptbahnhof oder zu den anderen Stationen des Kölner Innenstadttunnels, obwohl die Fahrgastströme eigentlich genau diese Verbindung erfordern.
- Wegen jahrzehntelangen Betriebs mit klassischen Straßenbahnfahrzeugen waren die Bahnsteige ursprünglich alle als Niederflurbahnsteige angelegt, jedoch mit Vorleistung zum späteren Ausbau auf Hochflurniveau. Bei den unterirdischen Bahnsteigen kommt man deshalb von der Rolltreppe auf 90 cm Höhe an, von dort führt dann eine kleine Rampe zum eigentlichen Bahnsteig hinab. Die festen Treppen dagegen schließen korrekt an den Bahnsteig an.

## Linien
| Linie | Linienverlauf | Takt   |
| ----- | --- | ------ |
| 12    | Merkenich – Niehl Nord – Weidenpesch – U Neusser Straße/Gürtel – U Florastraße – U Lohsestraße – U Ebertplatz – U Hansaring – U Christophstraße/Mediapark – U Friesenplatz – U Rudolfplatz – Zülpicher Platz – Barbarossaplatz – Zollstock                               | 10 min |
| 15    | Chorweiler – Heimersdorf – Longerich – Weidenpesch – U Neusser Straße/Gürtel – U Florastraße – U Lohsestraße – U Ebertplatz – U Hansaring – U Christophstraße/Mediapark – U Friesenplatz – U Rudolfplatz – Zülpicher Platz – Barbarossaplatz – Chlodwigplatz – Ubierring | 10 min |

Die Linie 12 verkehrt werktags alle 10 Minuten. Auf der etwa 17 km langen Strecke, die mit einer durchschnittlichen Geschwindigkeit von ca. 23 km/h befahren wird, befinden sich 27 Haltestellen, davon sind acht U-Bahnhöfe. Die Linie verkehrt teilweise nur ab/bis Niehl.
Die Linie 15 verkehrt werktags alle 10 Minuten, zu Spitzenzeiten von/bis Longerich alle 5 Minuten. Auf der etwa 15 km langen Strecke, die mit einer durchschnittlichen Geschwindigkeit von ca. 24 km/h befahren wird, befinden sich 23 Haltestellen, davon sind zehn U-Bahnhöfe.